# James Walker (ciclista)
James Walker fue un deportista sudafricano que compitió en ciclismo en la modalidad de pista. Participó en los Juegos Olímpicos de Amberes 1920, obteniendo dos medallas, plata en la prueba de tándem y bronce en persecución por equipos.

## Medallero internacional
| Juegos Olímpicos | Juegos Olímpicos  | Juegos Olímpicos  | Juegos Olímpicos        |
| Año              | Lugar             | Medalla           | Competición             |
| ---------------- | ----------------- | ----------------- | ----------------------- |
| 1920             | Amberes (Bélgica) | Medalla de plata  | Tándem                  |
| 1920             | Amberes (Bélgica) | Medalla de bronce | Persecución por equipos |